# Graphania dunedinensis
Graphania dunedinensis är en fjärilsart som beskrevs av George Francis Hampson 1905. Graphania dunedinensis ingår i släktet Graphania och familjen nattflyn. Inga underarter finns listade i Catalogue of Life.